# 核外搬出シグナル
核外搬出シグナル (かくがいはんしゅつしぐなる、英: Nuclear export signal、NES)とは、核輸送により核膜孔複合体を通じて細胞核から細胞質へ搬出されるタンパク質における4つの疎水残基の短いアミノ酸配列である。これは細胞質にあるタンパク質を核へ移行する核局在化シグナル (en)とは反対の働きをもつ。NESはエクスポーチン (en)に識別され、結合する。in silicoにおける既知のNESの解析で、もっとも一般的な疎水残基領域の配列はLxxxLxxLxLとなっていることが分かった。ここで"L"とは疎水残基 (通常はロイシン)であり、"x"とは他のアミノ酸のことである。これらの疎水残基の配列は、NESの外側に面した既知の構造からの考察により説明できる。ある残基が常にタンパク質内の同じ二次構造に面しているのである。このことがエクスポーチンとの相互作用を実現している 。リボ核酸 (RNA)はヌクレオチドにより構成されている。それゆえ、RNAを核外へ移行するには核外搬出シグナルだけでは足りない。結果、RNAは核外へ移行するため、タンパク質分子と結合してリボ核タンパク質複合体となる。
核外への移行はまずRan-GTP (Gタンパク質)が核外搬出受容体に結合することにより始まる。これは受容体の立体構造の変化を引き起こし、積み荷タンパクとの親和性を高める。積み荷タンパクが結合すると、Ran-受容体-積み荷タンパクの複合体は核膜孔を通って核外へ搬出される。そして、GTPアーゼ活性化タンパク質 (GAPs)(en)がRan-GTPをRan-GDPに加水分解する。これが立体構造を変化させ、受容体との解離を引き起こす。Ranとの結合が切れると、受容体分子は積み荷タンパクとの親和性を失い、解離する。なお、受容体とRan-GTPは核で再利用される。核内のグアニンヌクレオチド交換因子 (GEF)はRanに結合しているGDPをGTPに変化させる。